# 所沢市立南陵中学校
所沢市立南陵中学校（ところざわしりつ なんりょうちゅうがっこう）は、埼玉県所沢市久米にある公立中学校。

## 所在地
- 埼玉県所沢市久米1470

## 部活動
運動部
- 野球（男）
- サッカー（男）
- 陸上・駅伝
- ソフトボール（女）
- テニス（男・女）
- バスケットボール（男・女）
- 卓球（男・女）
- バレーボール（女）
- 柔道
- 剣道

文化部
- 吹奏楽
- 美術
- 合唱
- 総合芸術（情報・手芸・英会話コース）

## 進学前小学校
- 所沢市立南小学校
- 所沢市立北秋津小学校
- 所沢市立荒幡小学校

## 主な卒業生
- 所ジョージ（タレント）
- 松木里菜（女優）
- 野口大輔（俳優）
- 田浦楽（音楽家）
- 北勝富士大輝（大相撲力士）
- 真島なおみ（グラビアモデル）
- ヴァサイェガ渉（アイドル）

## 交通
- 西武新宿線西武池袋線所沢駅西口より徒歩15分